# Simon Renard
Simon Renard, död 1573, var en flamländsk diplomat. Han var kejserligt sändebud till Frankrike 1549 och Spaniens ambassadör i England 1553–1558. Han var rådgivare åt Maria I och hade stort inflytande under hennes regeringstid. 